# Feuilla
Feuilla en francés, Fulhan en occitano, es una localidad  y comuna francesa, situada en el departamento del Aude en la región de Languedoc-Rosellón y en la región natural de las Corbières, cruzada por los ríos Orbieu y Nielle.
A sus habitantes se les conoce por el gentilicio Feuillans.

## Cultura y productos
Es una comuna con grandes extensiones dedicadas al cultivo de cepas y vides,  es un centro de producción vinícola de vins de pays, equivalente a la categoría española de "vinos de la tierra" de la denominación de origen Vin de pays des Coteaux du Littoral Audois, establecida por Decreto 2000/848 del 1 de septiembre de 2000.

## Demografía
| 88 | 106 | 81 | 70 | 68 | 78 | 96 | 96 | 104 | 108 |
| Para los censos de 1962 a 1999 la población legal corresponde a la población sin duplicidades (Fuente: INSEE [Consultar]) |     |    |    |    |    |    |    |     |     |

(Población sans doubles comptes según la metodología del INSEE).

## Puntos de interés
- Jardín Botánico de Foncaude